# Suurmetsä
Suurmetsä (suédois : Storskog) est un quartier du Nord-Est d'Helsinki en Finlande. 

## Description
En 2008, le quartier de Suurmetsä a 15529 habitants et 3176 emplois pour une superficie de 7,02 km2.
Le quartier est composé des sections de Puistola, Heikinlaakso, Tattarisuo qui font partie du district  de Puistola et de Jakomäki qui appartient au district de Jakomäki.

## Galerie

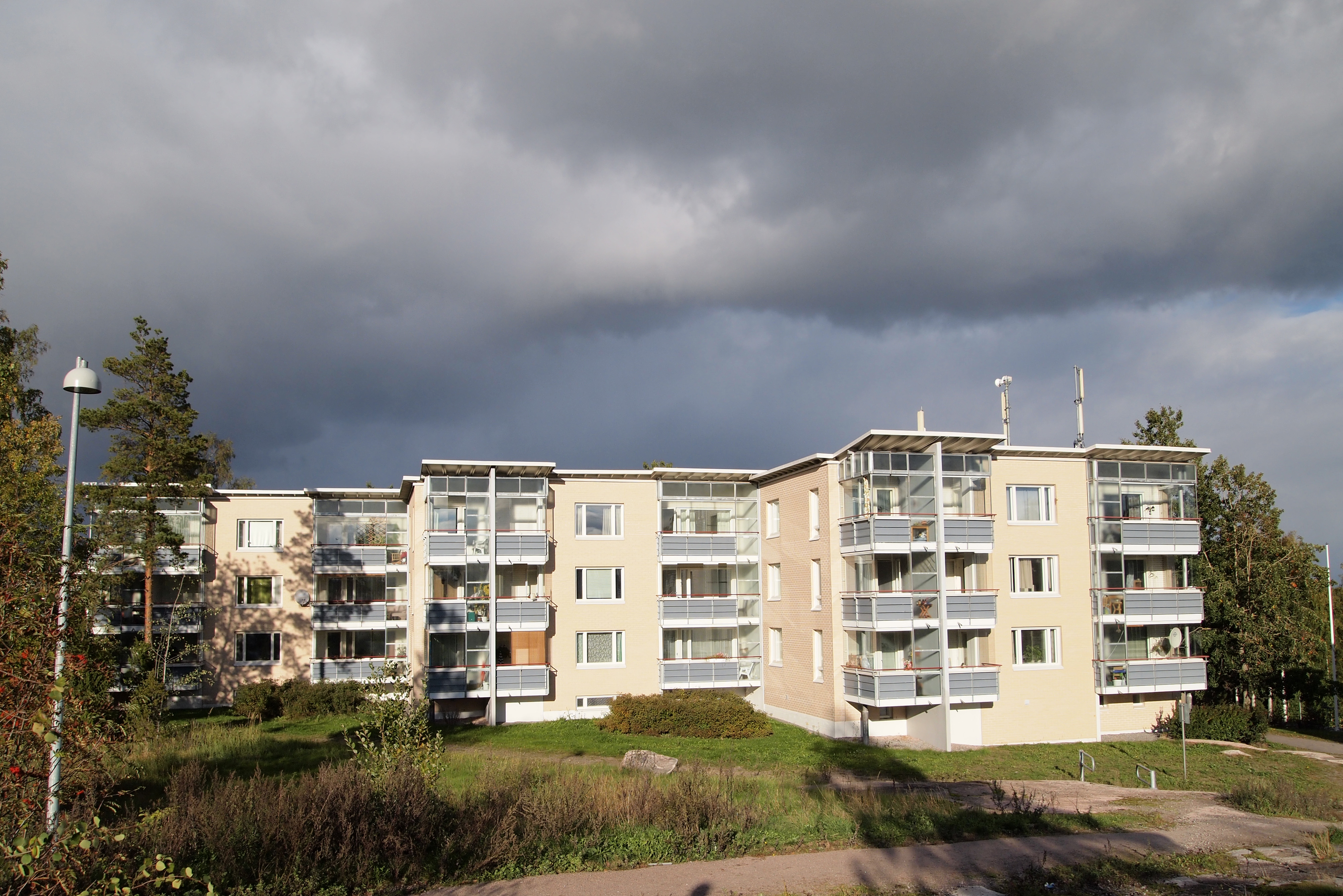
Jakomäki.
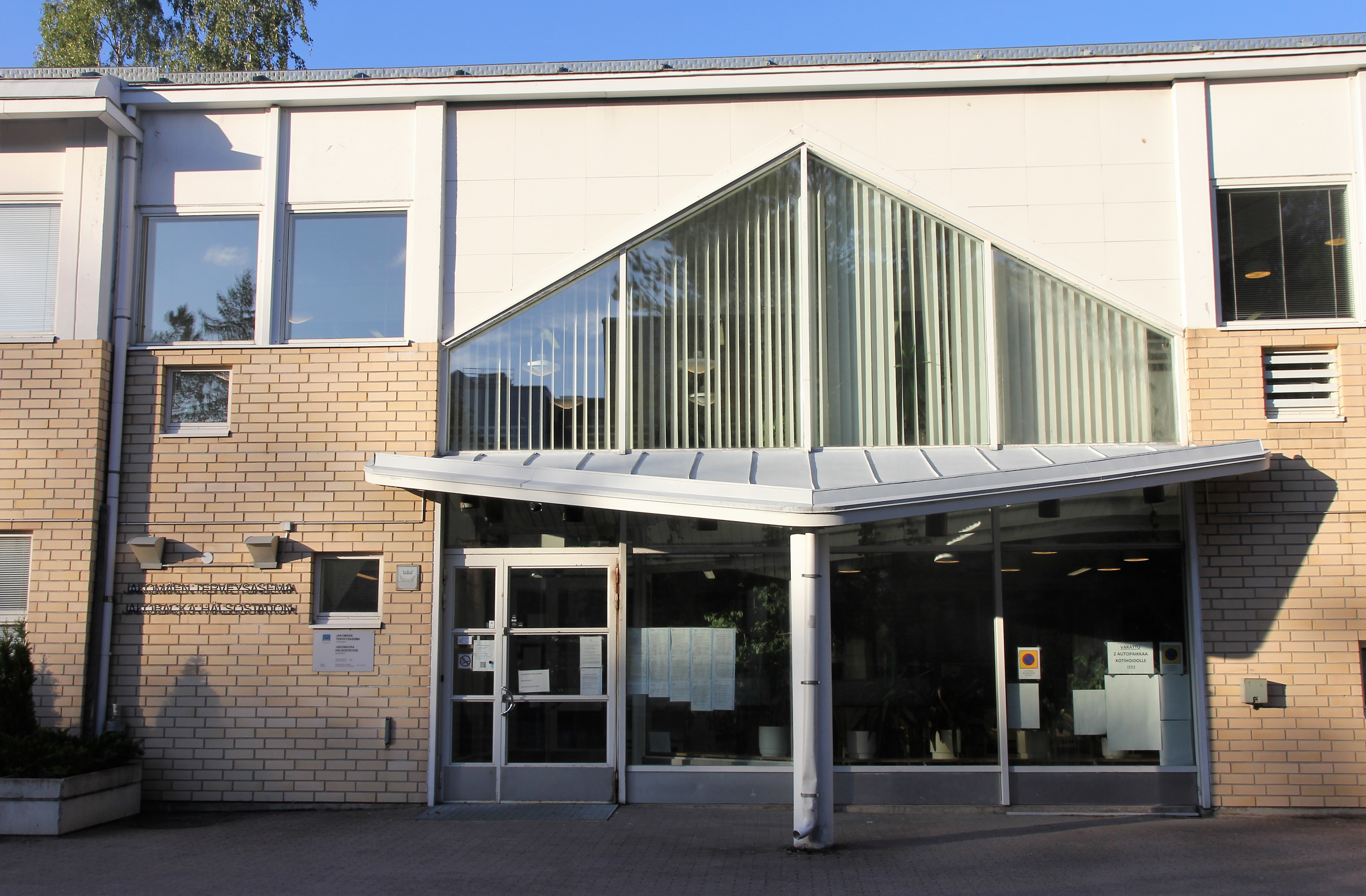
Maison médicale de Jakomäki.
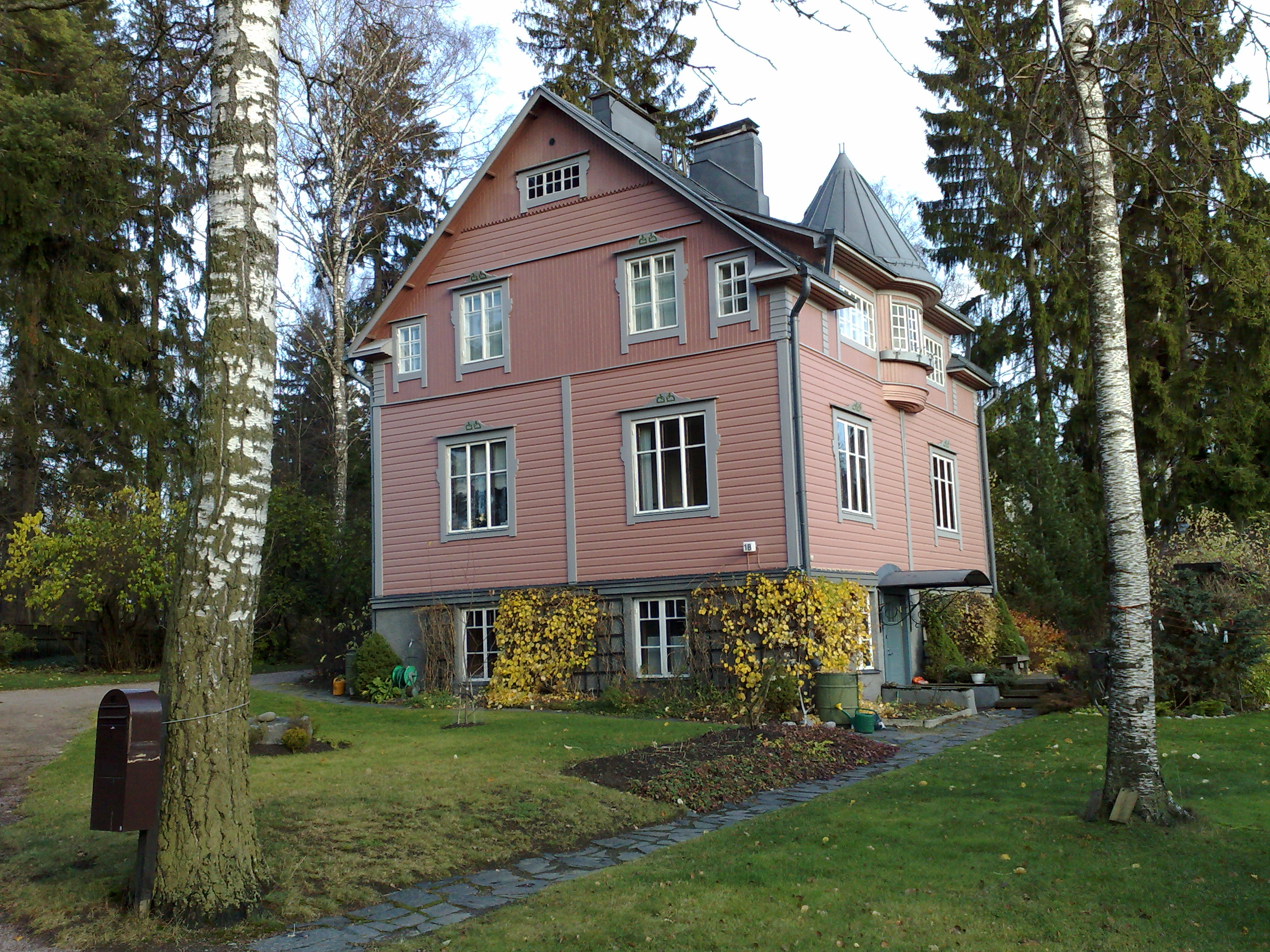
Puistola.
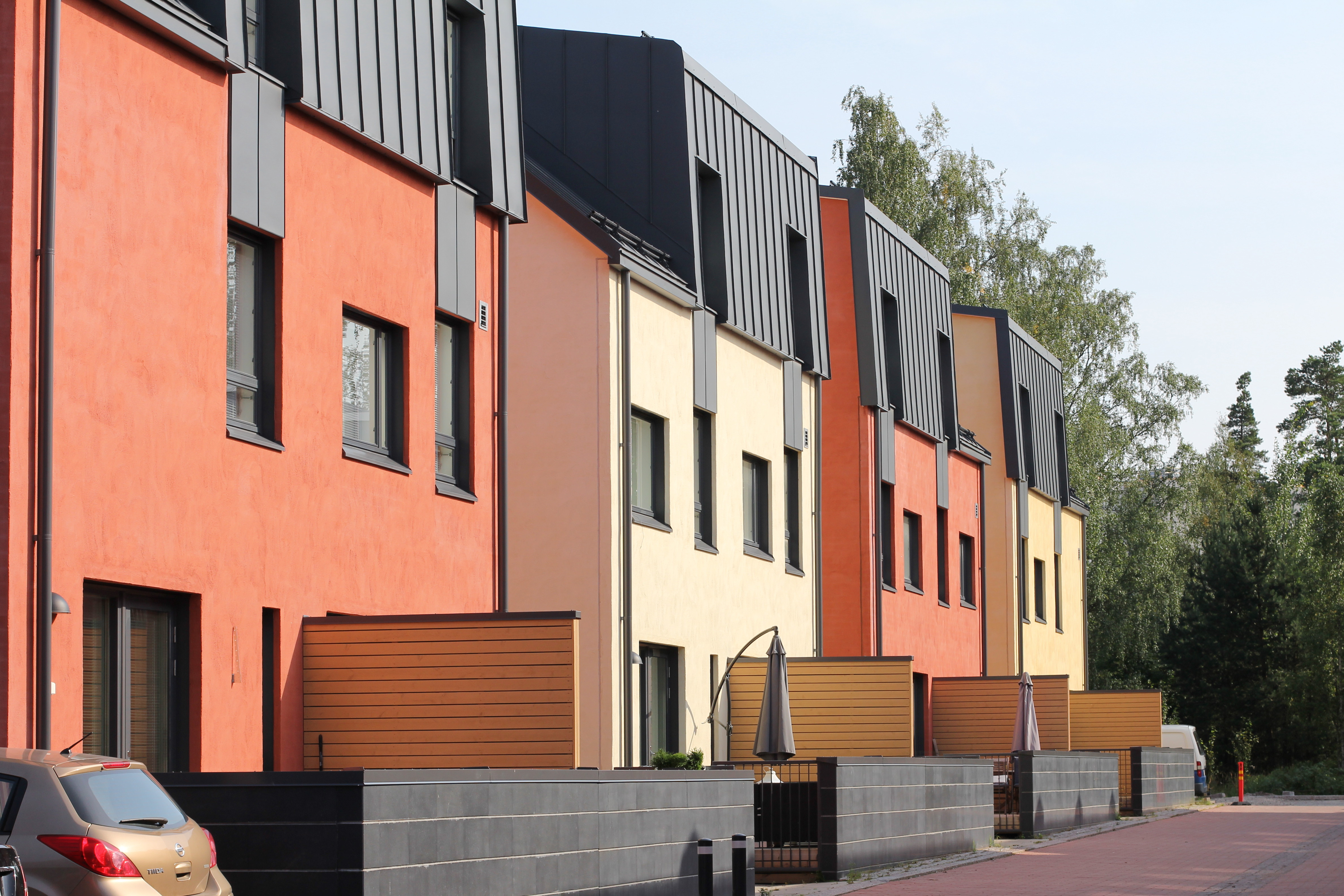
Alppikylä.
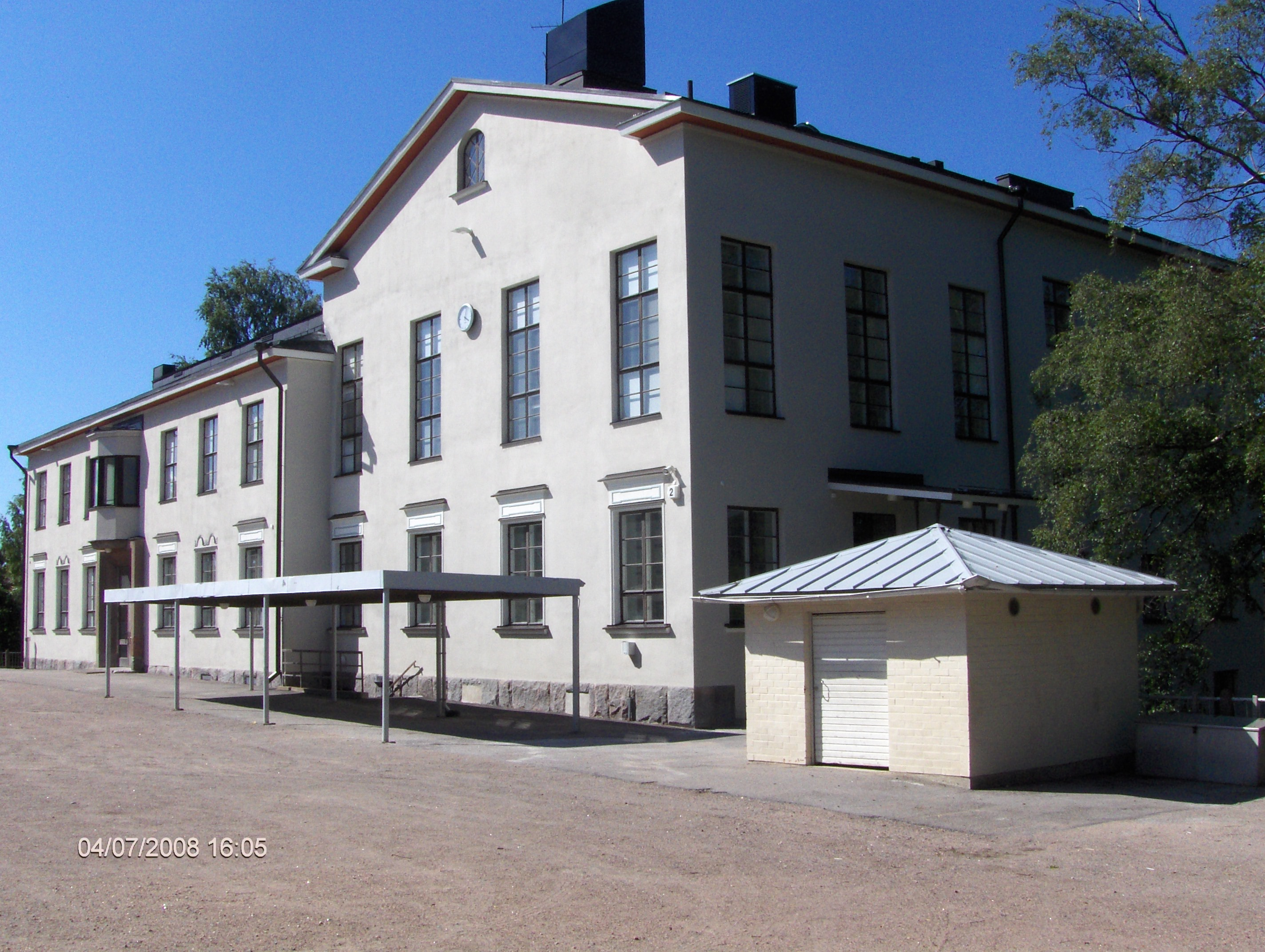
École, rue Tenavatie.
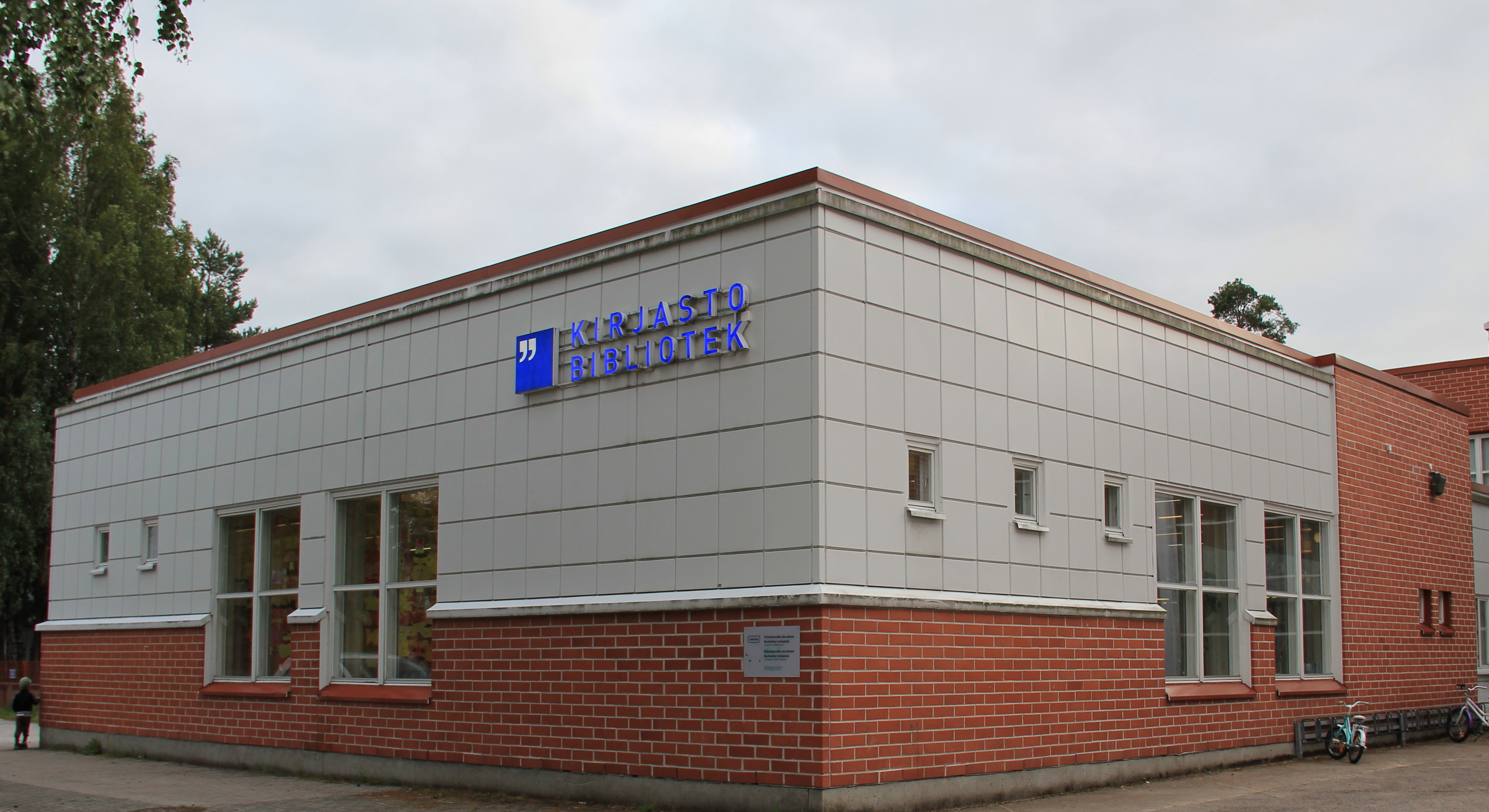
Bibliothèque de Puistola